# شارلين ماكينا
شارلين ماكينا (بالإنجليزية: Charlene McKenna)‏ هي ممثلة أيرلندية، ولدت في 26 مارس 1984 في جمهورية أيرلندا.

## وصلات خارجية
- شارلين ماكينا على موقع IMDb (الإنجليزية)
- شارلين ماكينا على موقع ألو سيني (الفرنسية)
- شارلين ماكينا على موقع أول موفي (الإنجليزية)
- شارلين ماكينا على موقع قاعدة بيانات الفيلم (الإنجليزية)
- شارلين ماكينا على موقع كينوبويسك (الروسية)